# George Anson
Pour les articles homonymes, voir Anson.
George Anson (1697-1762), 1er baron Anson, est un officier de marine, explorateur et aristocrate britannique des XVIIe et XVIIIe siècles. Son voyage autour du monde eut un très grand retentissement en Grande-Bretagne et le journal de bord de son Voyage autour du monde dans les années 1740, 41, 42, 43, et 44 a été publié à Londres en 1748 par le chapelain d'Anson, Richard Walter. Basé sur plusieurs journaux tenus par des officiers du Centurion, il a été traduit en français et en allemand l'année suivante et connut un grand succès, tant dans le milieu maritime que dans le milieu littéraire de l'époque.
Entré jeune dans la Royal Navy, Anson gravit les échelons de la hiérarchie. Promu au grade de vice admiral et anobli au début de la guerre de Succession d'Autriche, il est l'un des plus hauts gradés de la Navy au début de la guerre de Sept Ans et vice-amiral de Grande-Bretagne en 1755. First Sea Lord l'année suivante, il commande les flottes engagées contre la France. Il est plus tard surnommé comme étant le « Père de la marine » (« The Father of the Navy »).

## Biographie

### Contexte familial
Plus jeune fils de William Anson et d'Isabella Carrier, il naît le 23 avril 1697 dans la demeure familiale de Shugborough, dans la paroisse de Colwich (Staffordshire). Son arrière-grand-père William Anson, éminent barrister sous le règne de Jacques Ier, avait amassé une fortune confortable et acheté le domaine de Shugborough, devenant ainsi esquire.
Sa mère est la belle-sœur de Thomas Parker, premier comte de Macclesfield, lord chancelier de 1717 à 1724.
Il s'intéresse très tôt à la vie maritime et aux récits de voyageurs.

### Une ascension rapide dans laNavy
Il s'engage en 1712 dans la Royal Navy à bord du HMS Ruby, sous le commandement du capitaine Peter Chamberlain, qu'il suit à bord du HMS Monmouth, puis de la frégate HMS Hampshire. Il est fait lieutenant à bord de cette dernière par Sir John Norris, qui commandait alors la flotte de la mer du Nord.
En 1717, il était lieutenant à bord du HMS Montague, engagé en Méditerranée dans une bataille entre une escadre britannique commandée par l'amiral George Byng et l'escadre espagnole sous le commandement de Don Antonio Castanita, qui subit de lourdes pertes à cette occasion.
En juin 1722 il est nommé commander, affecté au sloop HMS Weazel (« Belette ») et sert en mer du Nord. En 1724, il est promu post-captain et reçoit le commandement de la frégate HMS Scarborough. Son vaisseau est envoyé sur les côtes américaines pour protéger les colonies britanniques alors menacées en raison de la rupture des relations avec l'Espagne. Passant sur le HMS Garland après la mort de son capitaine, il ne rentre en Grande-Bretagne qu'en 1730.
Il sert par deux fois, de 1724 à 1730 et de 1733 à 1735, dans la station d'Amérique du Nord au commandement du HMS Scarborough puis du HMS Squirrel. En 1734, une nouvelle mission le conduit sur les côtes américaines. À son retour, pour la première fois depuis son entrée dans la marine, il passe deux ans à terre. En 1737, il reçoit le commandement du HMS Centurion, un vaisseau de ligne de 60 canons et 400 hommes d'équipage et de garnison.
Dans un contexte de tension croissante entre le royaume d'Espagne et le royaume de Grande-Bretagne, l'affaire dite « de l'oreille de Jenkins » éclate et conduit les deux puissances à entrer en guerre le 10 octobre 1739. Le gouvernement anglais jugea que ce qu'il y avait de mieux à faire était de ruiner le commerce en détruisant les établissements de la couronne espagnole. George Anson fut choisi pour diriger cette importante et périlleuse expédition.

### Voyage du Commodore Anson

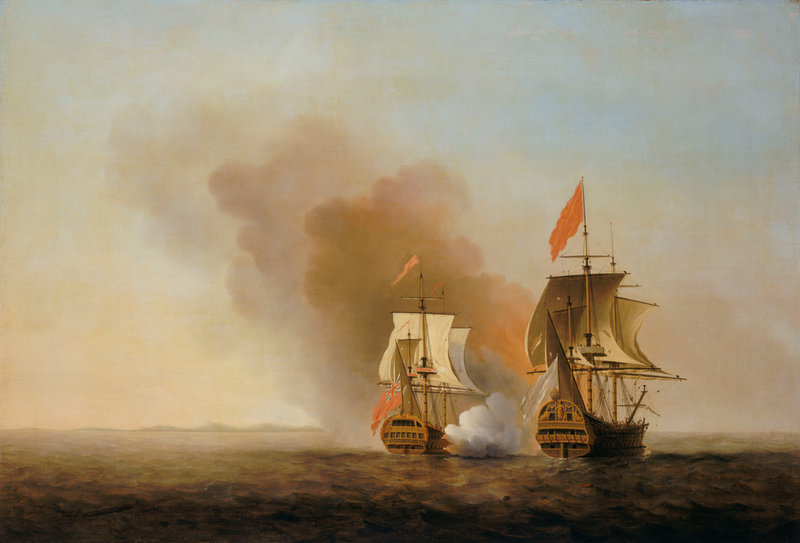
La capture du galion de Manille Nuestra Señora de Covadonga par le HMS Centurion. Peinture de Samuel Scott.

À cette époque le capitaine Anson commandait le HMS Centurion sur les côtes d'Afrique. Le chevalier Lord Wager de l'Amirauté le rappela de Sainte-Hélène où il croisait et lui confia la direction de l'expédition en direction des mers du Sud. Nommé Commodore à la tête d'une escadre de sept navires — un vaisseau de ligne, trois frégates, un sloop et deux navires de transport — et de quatorze cents hommes d'équipage, il quitta Plymouth le 18 septembre 1740, trop tard pour franchir le cap Horn à la saison propice. Sa circumnavigation dura trois ans et neuf mois durant lesquelles il dut faire face aux terribles tempêtes, et aux maladies, privations et fatigues de son équipage.
Le voyage du Commodore Anson fut un désastre sur le plan humain, puisque sur moins de 2 000 hommes embarqués — marins de la Navy, marins du commerce et hommes de troupe —, seuls 188 revinrent. Mais son retour en Grande-Bretagne en rade de Spithead, le 15 juin 1744, avec un seul vaisseau le Centurion, mais un trésor de 400 000 livres après la prise du galion de Manille, le Nuestra Señora de Covadonga le 1er juillet 1743 et d'autres prises d'une valeur de 600 000 livres sterling, lui valut un immense prestige populaire. Par ailleurs, cette circumnavigation eut des effets bénéfiques, en particulier sur le plan scientifique, et surtout pour la marine britannique (voir les conclusions du Voyage du Commodore Anson).
L'Amirauté ne reconnut pas immédiatement les mérites de George Anson, mais un changement à sa tête lui permit d'obtenir le grade de Rear-Admiral en 1745.

### Victoires

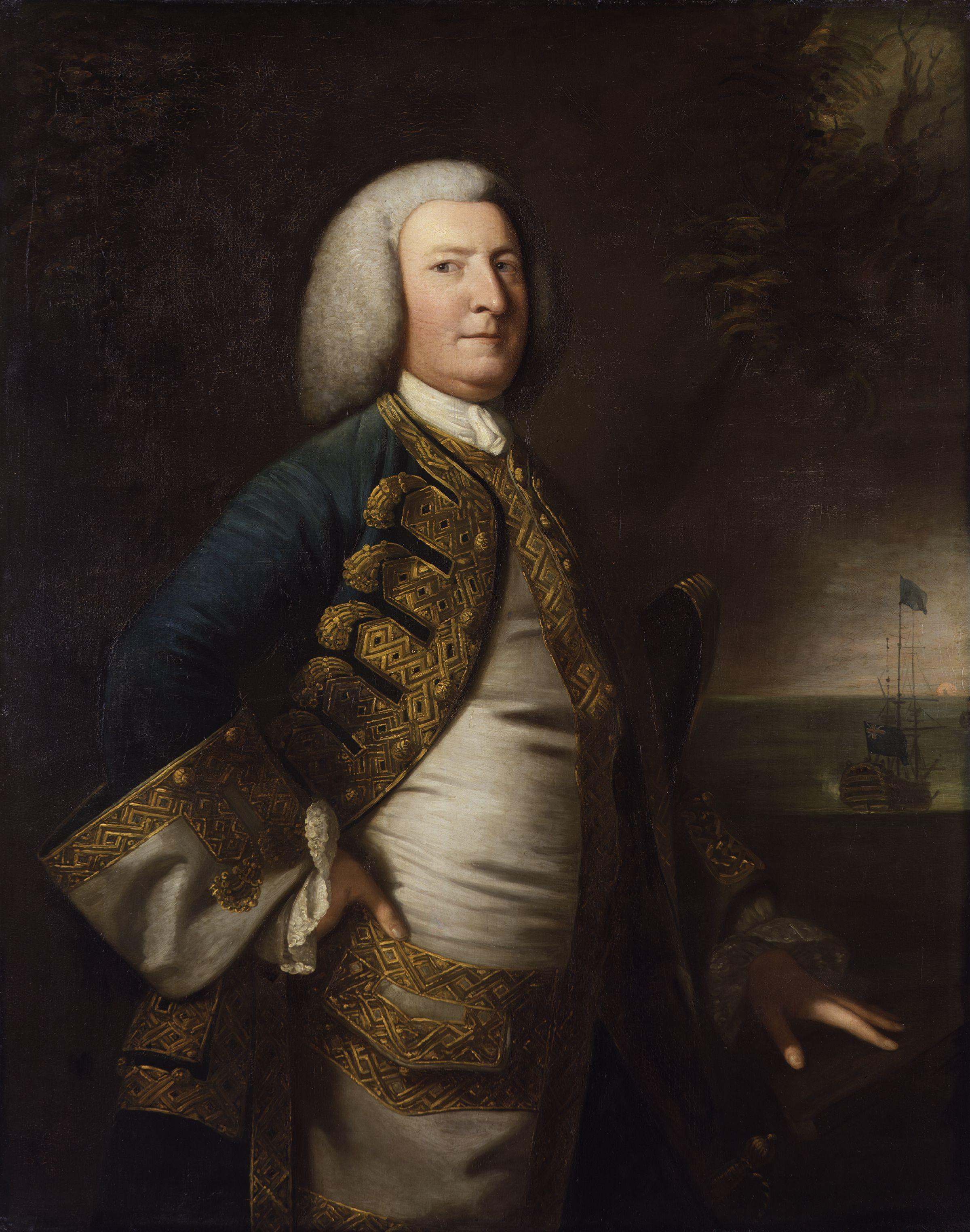
George Anson, Joshua Reynolds, 1755.

Une victoire qu'il remporta en 1747 sur le chef d'escadre français La Jonquière lui valut la pairie et le titre de vice admiral d'Angleterre. Il devint Lord Anson, baron de Soberston.
La même année, il épousa la fille aînée du lord chancelier Lord Hardwicke. Ils n'eurent pas de descendance.
Anson est élu député pour la circonscription de Hedon à la Chambre des communes de 1744 à 1747. Il est nommé en 1755 vice-amiral du Royaume-Uni, amiral commandant en chef des flottes de Sa Majesté. Il est à deux reprises First Lord of the Admiralty : de 1751 à 1756 puis de 1757 à 1762.
Durant la guerre de Sept Ans, en mai 1758, il est à la tête de la flotte britannique qui fait le blocus de Brest et mène des attaques contre Saint-Malo.
Personnalité réservée, il ne brillait guère en public, mais la Grande-Bretagne lui doit une réorganisation efficace de sa Royal Navy, qui devient, grâce à son impulsion, la plus redoutable force navale du monde au XIXe siècle.
George Anson meurt le 6 juin 1762, à l'âge de 65 ans, à Moor Park (Hertfordshire).

### Sources et bibliographie
- (en) Sir John Barrow, The life of George, Lord Anson : admiral of the fleet, vice-admiral of Great Britain, and first lord commissioner of the admiralty, previous to, and during, the seven years' war, Londres, J. Murray, 1839, 484 p. (lire en ligne)
- (en) Fred Anderson, Crucible of War : The Seven Years' War and the Fate of Empire in British North America, 1754-1766, Londres, Faber and Faber, 11 février 2000, 862 p. (ISBN 0-375-70636-4)
- (en) Julian Stafford Corbett, England in the Seven Years War : A study in combined operations, vol. II, Londres, Longmans, Greens, 1907
- (en) Andrew Lambert, Admirals : The Naval Commander Who Made Britain Great, Londres, Faber and Faber, 2009, 492 p. (ISBN 978-0-571-23156-0)